# NGC 816
NGC 816 (również PGC 8152) – galaktyka spiralna (Sc?) znajdująca się w gwiazdozbiorze Trójkąta. Odkrył ją Édouard Jean-Marie Stephan 15 września 1871 roku.